# George Crompton
George C. Crompton (8 de dezembro de 1913, data de morte desconhecida) foi um ciclista canadense que participava em competições de estrada e pista. Ele representou o Canadá nos Jogos Olímpicos de Verão de 1936, em Berlim.